# Cornus controversa
Cornus controversa — вид квіткових рослин з родини деренових (Cornaceae).

## Біоморфологічна характеристика
Дерево 3–13(20) метрів заввишки. Кора темно-сіра або жовтувато-сіра, гладка; гілки ± горизонтальні; гілки поточного року багряні, пізніше зеленуваті, голі чи запушені; старші гілки зеленуваті. Листкова пластинка широко-яйцювата чи широко-еліптично-яйцювата, 5–13 × 3–9 см, абаксіально (низ) світло- або сірувато-зелена, рідко запушена з притиснутими трихомами, основа напівокругла, верхівка гостра чи загострена. Суцвіття кінцеве, 5–14 см у діаметрі, запушене притиснутими трихомами. Квітки 8–9 мм у діаметрі. Пелюстки видовжено-ланцетні, 3–4.5 × 1–1.6 мм. Тичинки довші за пелюстки. Плід пурпурувато-червоний чи синювато-чорний, кулястий, 6–7 мм у діаметрі; кісточки кулясті, 5–6 мм в діаметрі, непомітно 8-ребристі. Цвітіння: травень–червень, плодіння: липень–вересень. 2n = 20.

## Поширення
Росте в Азії від Гімалаїв до Японії: Китай, Корея, Японія, Тайвань, Індія, Непал, В'єтнам. Населяє широколистяні чи змішані широколистяно-хвойні ліси.

## Використання
Плоди вживаються в їжу. 
Листя використовують у народній медицині для зняття болю та зменшення набряку. Плоди в'яжучі й тонізувальні. Свіжі фрукти містять 13,68 г на кілограм біоактивних антоціанів, що робить їх чудовим джерелом цих сполук. Антоціани мають ряд позитивних дій на організм, включаючи протизапальну та антиоксидантну. Антоціани в Cornus controversa можуть використовуватися для лікування різних захворювань, включаючи рак.
З плодів отримують олію, яка використовується в мастильній та миловарній промисловості.
М'яка, біла, легка деревина використовується для виготовлення посудин та іграшок.

## Галерея

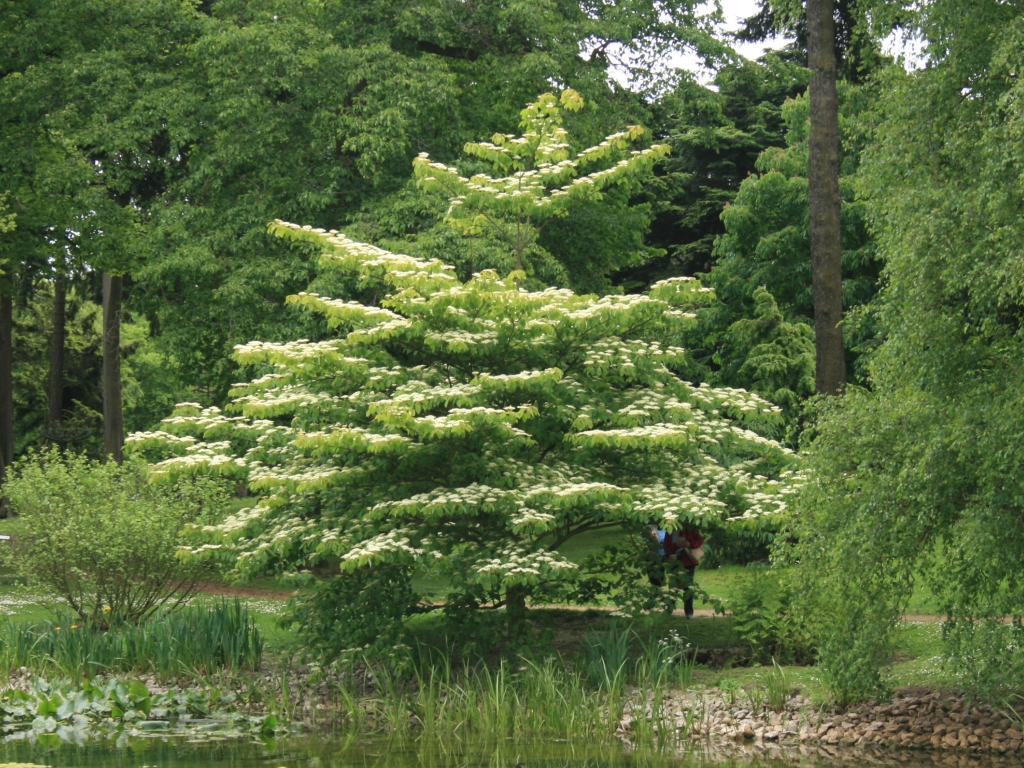
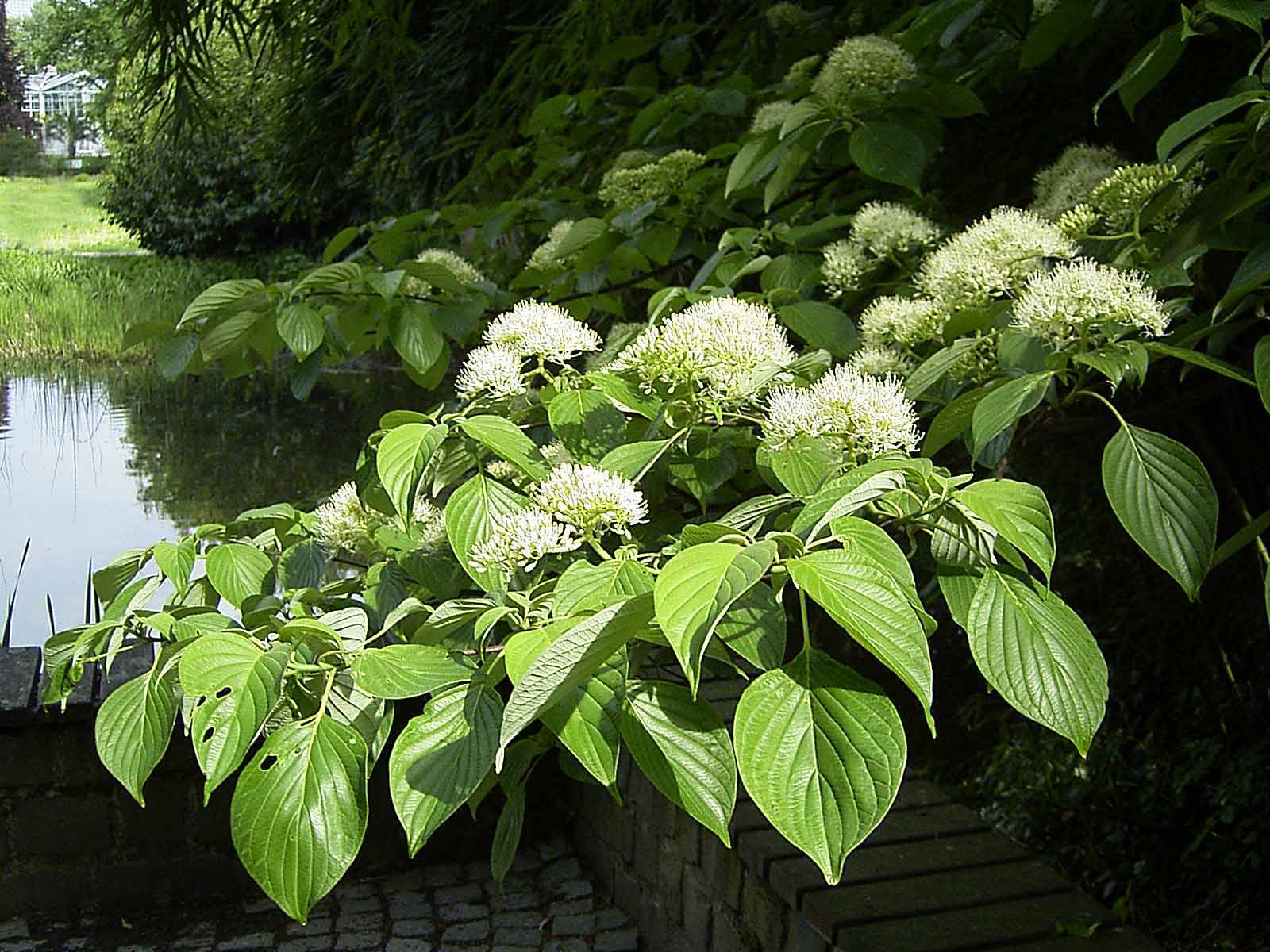
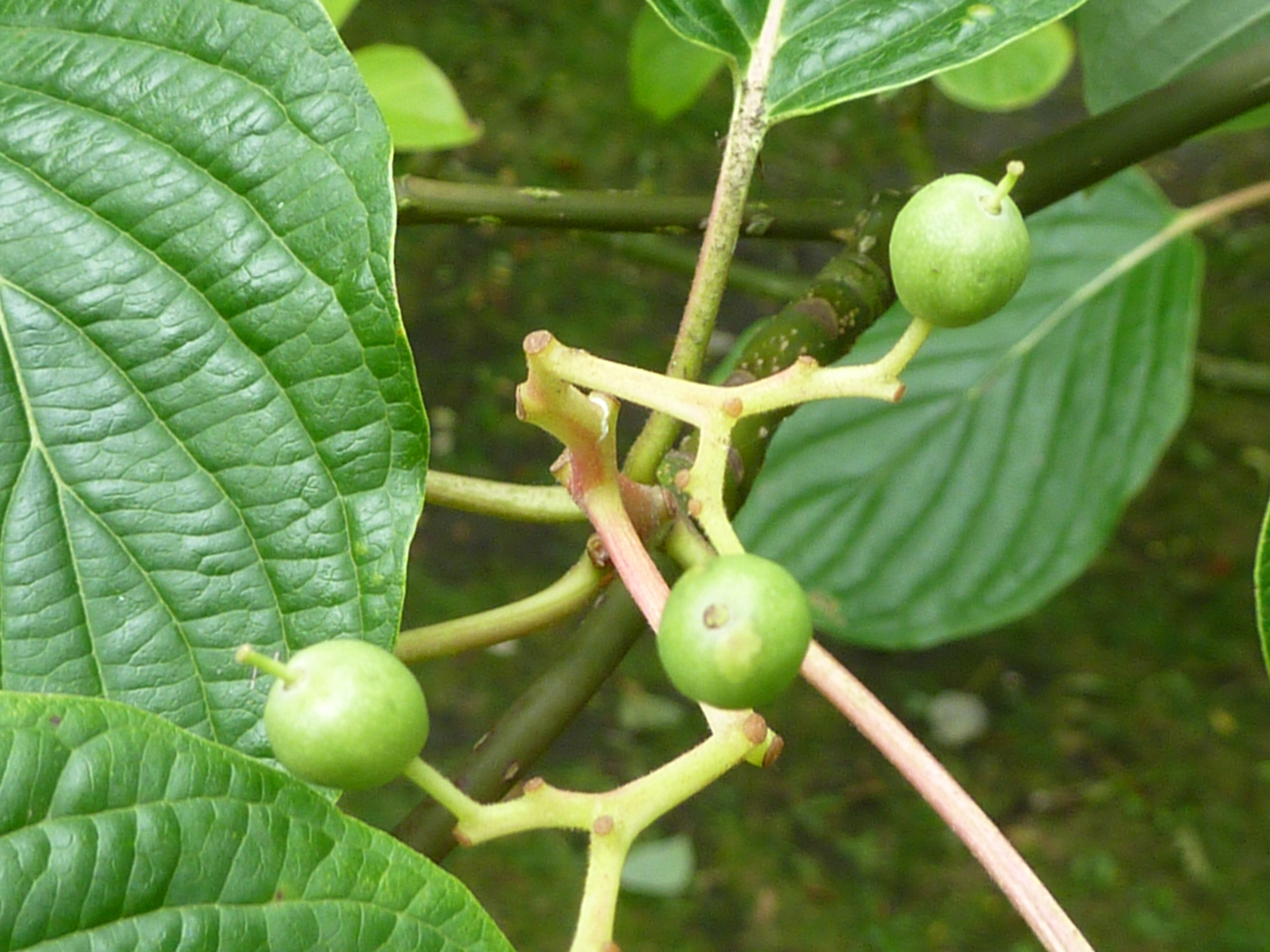
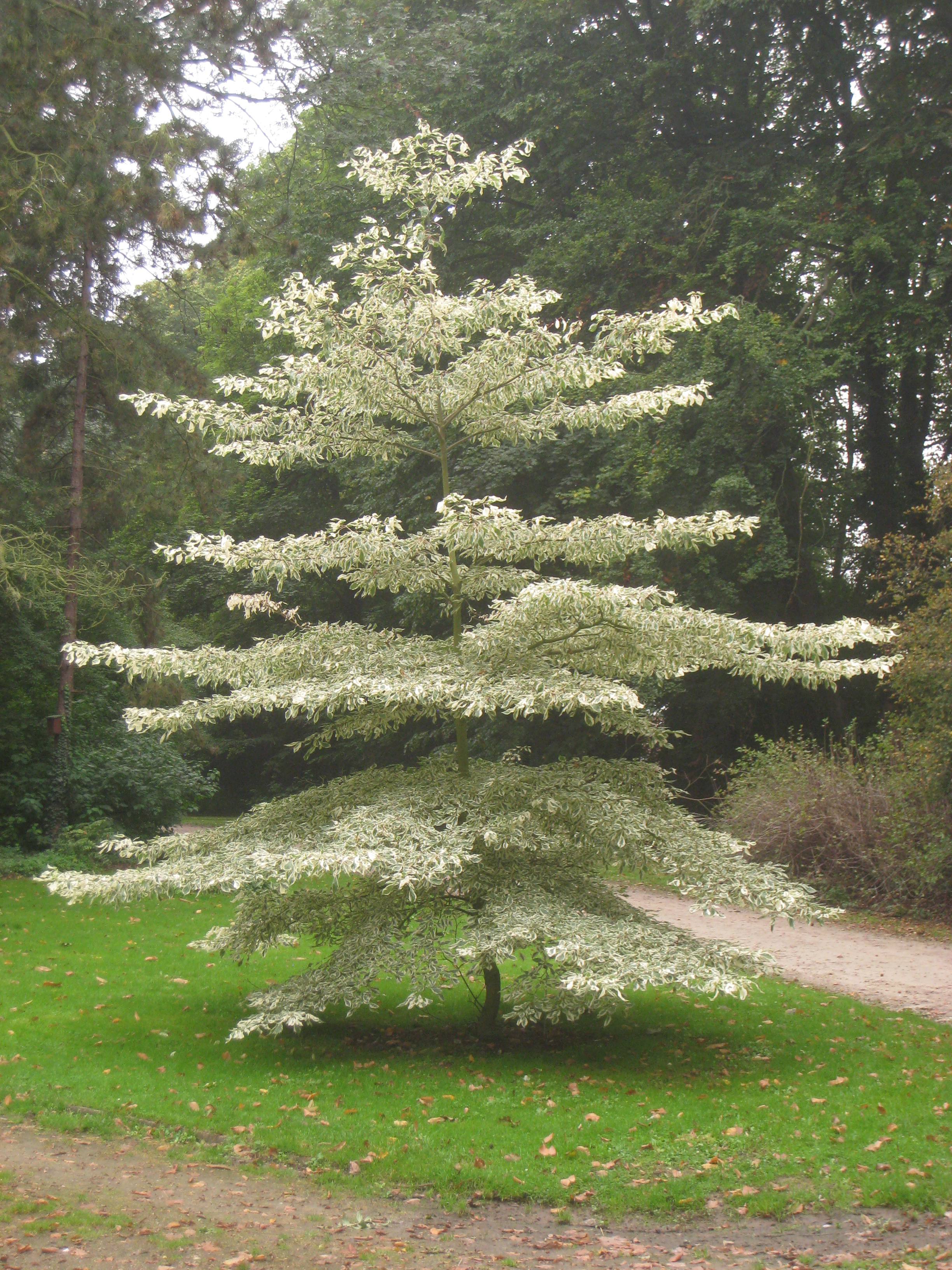